# Céline Dion
Céline Marie Claudette Dion (wym. selin maʁi klodɛt djɔ̃; ur. 30 marca 1968 w Charlemagne) – frankokanadyjska piosenkarka, kompozytorka i autorka tekstów. Jedna z czołowych przedstawicielek adult contemporary.
W 1980 nawiązała współpracę z menedżerem René Angélilem, który zastawił dom, aby sfinansować wydanie jej debiutanckiej płyty. Zwyciężyła na Yamaha World Popular Song Festivalu (1982) i w finale 33. Konkursu Piosenki Eurowizji (1988), na którym reprezentowała Szwajcarię z utworem „Ne partez pas sans moi”. W drugiej połowie lat 80. XX wieku podpisała kontrakt z wytwórniami CBS Records i Epic Records, a pod ich szyldem wydała przełomowe w swojej karierze albumy, które zapewniły jej tytuł jednej z najpopularniejszych i najbardziej uznanych artystek w historii. W 1999 zawiesiła karierę, by skoncentrować się na życiu rodzinnym po tym, gdy u jej męża zdiagnozowano chorobę nowotworową. Trzy lata później powróciła na scenę i podpisała kontrakt na występy w Koloseum w Caesars Palace.
Za działalność na rzecz ojczyzny, rozpowszechnianie języka francuskiego oraz podtrzymywanie i rozsławianie tradycji, kultury francusko-kanadyjskiej otrzymała wiele odznaczeń i wyróżnień, w tym m.in. Order Kanady, Order Quebecu, honorowy doktorat kanadyjskiego Uniwersytetu w Laval oraz francuską Legię Honorową. Jest także laureatką licznych nagród muzycznych, m.in. pięciu nagród Grammy i 20 kanadyjskich nagród Juno. W 2004 została upamiętniona na Alei Gwiazd w Los Angeles, a Międzynarodowa Federacja Przemysłu Fonograficznego uhonorowała ją tytułem artystki, której nakład ze sprzedaży albumów przekroczył liczbę największą w historii, osiągając wówczas wynik ponad 175 mln sprzedanych egzemplarzy. W 2013 autorzy Księgi rekordów Guinnessa uznali ją za drugą (po Madonnie) artystkę z największą liczbą sprzedanych albumów muzycznych w historii z liczbą ponad 200 mln sprzedanych egzemplarzy na całym świecie. Niektóre źródła podają jednak, że liczba sprzedanych przez nią płyt wynosić może nawet 220 mln sztuk. Tylko w Japonii nakład ze sprzedaży jej wydawnictw muzycznych wynosi ponad 10 mln sztuk, co daje jej drugie miejsce (po Mariah Carey) w tamtejszym zestawieniu zagranicznych artystów z największą liczbą sprzedanych płyt.

## Życiorys

### Dzieciństwo
Urodziła się w Le Gardeur Hospital w Charlemagne w kanadyjskiej prowincji Quebec. Jest najmłodszym z czternaściorga dzieci Adhémara Diona (1923—2003) i Thérèse z d. Tanguay (1927–2020), posiadających kanadyjsko-francuskie korzenie. Rodzice nadali jej imię na cześć utworu „Moi Céline” Huguesa Aufraya. Wychowała się w ubogiej rodzinie, wyznającej tradycję katolicką. Jej ojciec pracował jako rzeźnik. Peter Castro, redaktor magazynu „People”, tak wspomniał o dzieciństwie Dion: Pięcioro dzieci dzieliło jedno łóżko, wszyscy dzielili jedną łazienkę. Nie mieli zmywarki do naczyń, dlatego, aby mieć na czym zjeść deser, odwracali swoje talerze po obiedzie. Ona sama wspomina, że pamięta czasy, kiedy matka ogrzewała im skarpetki, używając opiekacza.
Dorastała w rodzinie o muzycznych tradycjach: ojciec grał na akordeonie, matka – na skrzypcach, a pozostali członkowie rodziny występowali w sierocińcach oraz na weselach i imprezach miejskich.

### Kariera muzyczna

#### Początki
Swój pierwszy publiczny występ zaliczyła w wieku trzech lub pięciu lat, kiedy zaśpiewała trzy piosenki (m.in. utwór „Du fil des aiguilles et du coton” z repertuaru Christine Charbonneau) na ślubie swojego brata Michela. Później zaczęła występować w hotelu „La Cachette” w Joliette i w rodzinnym barze „Le Vieux Baril”. W wywiadzie dla magazynu „People” w 1994 powiedziała: Tęskniłam za rodziną i domem, ale nie żałuję utraty swojego wieku dojrzewania. Miałam jedno marzenie – zostać piosenkarką.
Kiedy miała 12 lat, z pomocą matki i brata Jacques’a skomponowała swoją pierwszą piosenkę – „Ce n’était qu'un rêve” (ang. It was only a dream). Jej brat Michel wysłał nagranie do menedżera René Angélila, którego imię znalazł na tylnej stronie opakowania płyty Ginette Reno, będącej muzyczną idolką młodej Dion. Angélil spotkał się z Dion i wkrótce rozpoczął z nią współpracę, by uczynić z niej międzynarodową gwiazdę. Dion w tym czasie zaczęła pobierać lekcje śpiewu u Cécile Jalbert.

#### Lata 80.
Aby sfinansować nagranie pierwszej płyty Dion, Angélil zastawił swój dom na 2018 Victoire Street. Album pt. La voix du bon Dieu został wydany w formie winyla w 1981. Również w 1981 Dion wydała pierwszy album świąteczny pt. Céline Dion chante Noël. W wieku 15 lat po ośmiu latach nauki porzuciła Katolickie Gimnazjum im. św. Judy, po czym zaczęła pobierać prywatne lekcje.
W 1982 wzięła udział z utworem „Tellement j’ai d’amour pour toi” w konkursie Yamaha World Popular Song Festival w Tokio, na którym zajęła pierwsze miejsce i otrzymała nagrodę dla najlepszego artysty. W tym czasie wyjechała do Francji, gdzie wylansowała singiel „D’amour ou d’amitié”, za którego sprzedaż w ponad 700 tys. egzemplarzy otrzymała certyfikat platynowej płyty, stając się pierwszym kanadyjskim artystą, który tego dokonał. Z piosenką „D’amour ou d’amitié” reprezentowała Kanadę na festiwalu International Market of the Disk and the Musical Publishing w Cannes. Oba utwory umieściła na swoim kolejnym albumie, Tellement j’ai d’amour... z 1983, za którego sprzedaż w 50 tys. egzemplarzy uzyskała złotą płytę. W tym samym roku otrzymała cztery nagrody Félix: dla najlepszego nowego artysty i najlepszej wokalistki oraz za najlepszy album (za Tellement j’ai d’amour...) i najlepszy występ poza granicami prowincji Quebec. Również w 1983 wydała dwa albumy: świąteczny pt. Chants et contes de Noël i studyjny pt. Les chemins de ma maison. Poza tym przez sześć tygodni występowała w paryskiej Olympii. Zagrała też koncert z Orchestre Metropolitan w Place D’Armes i odbyła trasę koncertową po Quebecu. W lipcu 1984 wystąpiła w Old Port, po czym otrzymała zaproszenie do występu przed papieżem Janem Pawłem II podczas jego wizyty w Quebecu, gdzie zaśpiewała piosenkę „Une colombe” z albumu pt. Mélanie. Również w 1984 odebrała dwie nagrody Félix: dla wokalistki roku i za najlepiej sprzedający się album (za Les chemins de ma maison). W 1985 odebrała pięć nagród Félix: dla artystki roku, za popowy utwór roku i najlepiej sprzedający się singiel (obie za „Une colombe”) oraz za album roku i najlepiej sprzedający się album (obie za Mélanie). W tym czasie zdecydowała się na kilkumiesięczną przerwę w karierze, wówczas podjęła naukę tańca. Odświeżyła także swój wizerunek, by wyglądać „bardziej kobieco”. Zaczęła nosić aparat ortodontyczny, by wyprostować zęby, przez które była obiektem szykan w szkole i mediach.

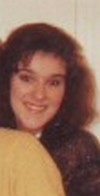
Dion (1986)

W 1986 podjęła współpracę z wytwórnią Columbia Records, pod której szyldem w maju 1987 wydała swój ósmy album studyjny pt. Incognito. Za tytułowy singiel odebrała w 1988 nagrodę Félix za popową piosenkę roku. W maju 1988, reprezentując Szwajcarię z utworem „Ne partez pas sans moi”, zwyciężyła w finale 33. Konkursu Piosenki Eurowizji w Dublinie. Dzięki wygranej w konkursie zainteresowała swoją twórczością cały świat, a następnie odbyła trzymiesięczny kurs nauki języka angielskiego, po czym wyruszyła w międzynarodową trasę koncertową po Europie, Azji i Australii. Również w 1988 podpisała trzyletni kontrakt reklamowy z marką motoryzacyjną Chrysler Canada, a w ramach umowy występowała w reklamach telewizyjnych i radiowych produktów firmy. W 1989 w trakcie trasy koncertowej Incognito Tour uszkodziła sobie głos, a po konsultacji lekarskiej z otorynolaryngologiem Williamem Gouldem zdecydowała się na krótką przerwę w karierze, w celu oszczędzenia głosu. Po powrocie na scenę przeszła szkolenie wokalne z Williamem Rileyem.

#### Lata 90.
W 1990 wydała swój pierwszy w karierze anglojęzyczny album studyjny pt. Unison. Wydawnictwo promowane było przez single: „(If There Was) Any Other Way, „The Last to Know”, „Unison” i „Where Does My Heart Beat Now?”, który trafił na czwarte miejsce amerykańskiej listy Billboard Hot 100. Również w 1990 podczas rozdania nagród Félix odmówiła przyjęcia statuetki dla najlepszej angielskiej artystki roku, tłumacząc, że „jest francuską, a nie angielską artystką”. W tym samym roku wraz z przyjaciółmi otworzyła sieć restauracji Nickels Grill & Bar w Kanadzie. W 1991 odebrała nagrodę Juno dla wokalistki roku i za album roku (Unison). W tym samym roku wydała album pt. Dion chante Plamondon (w Europie wydany pt. Des mots qui sonnent), który zyskał status platynowej płyty we Francji, a także podpisała kontrakt sponsorsko-reklamowy z koncernem Coca-Cola i nagrała z Peabo Brysonem tytułowy utwór na ścieżkę dźwiękową filmu animowanego Walt Disney Pictures Piękna i Bestia. Singiel został nagrodzony Oscarem za najlepszą piosenkę (w 1992) i Grammy za najlepszy duet roku (w 1993). Dion umieściła piosenkę również na swoim kolejnym albumie, zatytułowanym po prostu Celine Dion.
W 1993 wydała album pt. The Colour of My Love. 21 marca poprowadziła galę rozdania nagród Juno, na której także odebrała wyróżnienie: dla najlepszej wokalistki roku, za najlepiej sprzedający się album francuskojęzyczny (Dion chante Plamondon), najlepszą muzykę taneczną („Love Can Move Mountains”) i singiel roku („Beauty and the Beast”). Za pochodzącą z The Colour of My Love piosenkę „When I Fall in Love”, nagrany w duecie z Clive’em Griffinem na ścieżkę dźwiękową do filmu Bezsenność w Seattle, została w 1994 nominowana do nagrody Grammy za najlepszy wokalny utwór nagrany w duecie lub zespołowo. W tym samym roku otrzymała trzy nagrody Felix: dla wokalistki roku, najbardziej docenionego artysty poza granicami Quebecu i artysty wyróżniającego się repertuarem niefrancuskojęzycznym. Poza tym zagrała koncert w paryskiej Olympii, który został zarejestrowany i wydany w 1995 w formie albumu koncertowego pt. À l’Olympia. Również w 1995 wydała album studyjny pt. D’eux, który pozostaje najlepiej sprzedającą się na świecie płytą francuskojęzycznym w historii. Po wydaniu albumu wyruszyła w trasę koncertową obejmującą występy w 11 krajach Europy.
W 1996 wydała album pt. Falling into You, który zawierał materiał łączący w sobie wiele gatunków muzycznych (m.in. pop, blues, country i soul) i instrumentów (m.in. skrzypce, gitara klasyczna, puzon, cavaquinho i saksofon). Uzyskał bardzo dobre recenzje i został świetnie przyjęty przez słuchaczy, poza tym trafił na pierwsze miejsce list sprzedaży w 12 krajach na świecie, m.in. w USA, Francji, Wielkiej Brytanii, Szwajcarii i Australii. Rozszedł się w ponad 31 mln egzemplarzy na całym świecie, w tym w 11 mln w USA. Dion za tę płytę otrzymała nagrodę Grammy za najlepszy album pop i za album roku. Odbierając nagrody na uroczystej gali, przemówiła ze sceny dialentem francuskim joual, czym podkreśliła swoje przywiązanie do kultury Quebecu. Album promowała singlami: „All by Myself”, „It’s All Coming Back to Me Now”, „Because You Loved Me” i tytułowym „Falling into You”. Utwór „Because You Loved Me” znalazł się na ścieżce dźwiękowej do filmu Namiętności (1996) i przez 18 tygodni pozostawał na pierwszym miejscu amerykańskiej listy przebojów Billboard Hot 100. Również w 1996 Dion otrzymała nagrody Juno dla najlepszej wokalistki roku, za najlepszy sprzedający się album (Falling into You), najlepiej sprzedającą się płytę francuskojęzyczną (Live Paris) i największe osiągnięcie poza granicami Kanady. Po premierze płyty wyruszyła w międzynarodową trasę koncertową, a latem zaśpiewała utwór „The Power of the Dream” w towarzystwie 300-osobowego chóru gospel podczas ceremonii otwarcia Letnich Igrzysk Olimpijskich w Atlancie.
Pod koniec 1997 wydała album pt. Let’s Talk About Love, którą nagrywała w Londynie, Nowym Jorku i Los Angeles przy współpracy z artystami, takimi jak Barbra Streisand, Bee Gees, Luciano Pavarotti, Carole King, George Martin czy Diana King. Album został sprzedany w ponad 31 mln kopii na całym świecie. Jednym z singli promujących album został przebój „My Heart Will Go On”, który znalazł się na oficjalnej ścieżce dźwiękowej do filmu Titanic (1997) i trafił na pierwsze miejsca list przebojów niemal na całym świecie, jednocześnie stał się jednym z najlepiej sprzedających się singli w historii muzyki i jednym z największych przebojów wszech czasów. Dion za wykonanie tego utworu otrzymała cztery nagrody Grammy i Oscara za najlepszą piosenkę oryginalną.
W 1998 wydała album pt. S’il suffisait d’aimer, który został sprzedany w ponad 4 mln egzemplarzy. Promowała go singlem „I’m Your Angel”, nagranym w duecie z R. Kellym, z którym trafiła na szczyt listy przebojów w Stanach Zjednoczonych. Utwór umieściła również na świątecznym albumie pt. These Are Special Times, który stał się jednym z najlepiej sprzedających albumów bożonarodzeniowych na świecie, rozchodząc się w blisko 10 mln egzemplarzy. W listopadzie 1999 Dion wydała składankę swoich największych przebojów pt. All the Way... A Decade of Song, która sprzedała się w ponad 22 mln sztuk. Po wydaniu All the Way... A Decade of Song ogłosiła zawieszenie kariery, co tłumaczyła chęcią skupienia się na życiu osobistym.

#### Lata 2000–2009

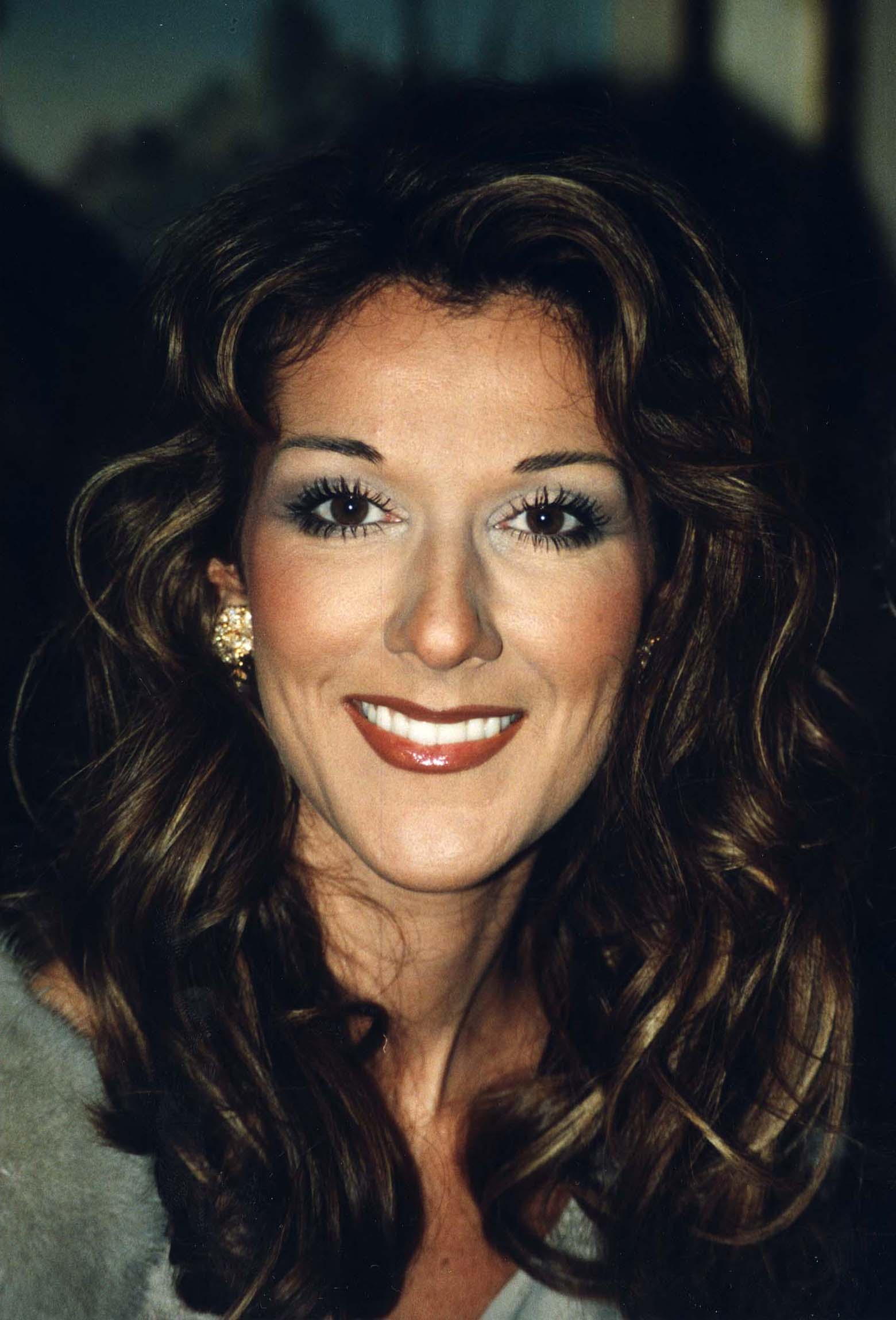
Dion (2000)

W październiku 2000 wydała kolejną składankę swoich przebojów, The Collector’s Series, Volume One. Następnie nagrała utwór „Sous le vent” w duecie z Garou. Po zamachu na World Trade Center i Pentagon z 11 września 2001 zdecydowała się powrócić na scenę, by wystąpić podczas koncertu charytatywnego America: A Tribute to Heroes, podczas którego wykonała numer „God Bless America”. W 2002 wydała album pt. A New Day Has Come, z którym zadebiutowała na szczytach list sprzedaży w 17 krajach. W październiku planowała zorganizować w Las Vegas serię występów pod nazwą Céline Dion Muse, jednak brytyjski zespół muzyczny o tej samej nazwie podał ją do sądu, oskarżając o użycie zastrzeżonej przez nich nazwy. Choć menedżment Dion oferował muzykom 50 tys. dolarów za nabycie praw do użycia nazwy, oferta została odrzucona, a artystka musiała zmienić nazwę swojego projektu.
W marcu 2003 wydała album pt. One Heart, który promowała singlem „I Drove All Night”. Pół roku później wydała francuskojęzyczną płytę pt. 1 fille & 4 types, nad którą pracowała z Jean-Jacques’em Goldmanem, Gildasem Arzelem, Erikiem Benzim i Jacques’em Veneruso, współproducentami albumów S’il suffisait ’aimer i D’eux. 25 marca zagrała pierwszy koncert w ramach serii występów pt. A New Day... w Caesars Palace w Las Vegas, gdzie zaśpiewała swoje największe przeboje. Dzięki wysokim wynikom sprzedaży biletów przedłużyła kontrakt o kolejne dwa lata, dzięki czemu ostatni, 714. koncert w ramach trasy zagrała 15 grudnia 2007. Na rezydenturze zarobiła podobno ok. 385 mln dol.. Zapis z koncertów wydała na dwóch wydawnictwach koncertowych: A New Day... Live in Las Vegas (CD; 2004) i Live in Las Vegas – A New Day... (2 x DVD; 2007), przy czym ten drugi pierwszym miesiącu od premiery rozszedł się w rekordowej liczbie 300 tys. egzemplarzy, za co Dion otrzymała certyfikat potrójnej diamentowej płyty.

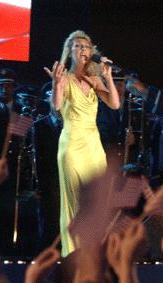
Dion podczas koncertu America: A Tribute to Heroes (2001)

W październiku 2004 wydała album pt. Miracle. W 2005 wydała składankę pt. On ne change pas zawierającą jej francuskie przeboje i trzy premierowe utwory, m.in. „I Believe in You” z gościnnym udziałem zespołu Il Divo. Album promowała singlem „Je ne vous oublie pas”. W maju 2007 wydała album pt. D’elles, który promowała m.in. singlem „Et s’il n’en restait qu’une (je serais celle-là)”. Z wydawnictwem zadebiutowała na pierwszych miejscach list sprzedaży we Francji i w Kanadzie, gdzie w dniu premiery album uzyskał certyfikat podwójnie platynowej płyty. Również w 2007 wydała album studyjny pt. Taking Chances, który od 14 lutego 2008 do 15 lutego 2009 promowała podczas światowej trasy koncertowej Taking Chances Tour obejmującej 115 koncertów w 85 miastach na pięciu kontynentach. A New Day... Live in Las Vegas, który w pierwszym miesiącu od premiery rozszedł się w rekordowej liczbie 300 tys. egzemplarzy, za co Dion otrzymała certyfikat potrójnej diamentowej płyty. 27 października 2008 wydała składankę przebojów pt. My Love: Essential Collection.
W 2008 uzyskała tytuł doktora honoris causa Uniwersytetu Lavala.

#### Od 2010
W styczniu 2010 w zestawieniu czasopisma Los Angeles Times znalazła się na pierwszym miejscu listy artystów mających największe przychody ze sprzedaży płyt i zagrania koncertów w ciągu ostatnich 10 lat – zyski Dion oszacowano na prawie 748 mln dol. W lutym wzięła udział w nagraniu nowej wersji utworu „We Are the World”, którego premiera odbyła się 12 lutego podczas relacji z ceremonii otwarcia Zimowych Igrzysk Olimpijskich w Vancouver. Pięć dni później odbyła się prapremiera filmu Celine: Through The Eyes of the World, w którym Dion pokazała kulisy swojej światowej trasy koncertowej pt. Taking Chances Tour. W tym samym roku ogłosiła prace nad dwoma nowymi albumami i poinformowała o zajściu w bliźniaczą ciążę.

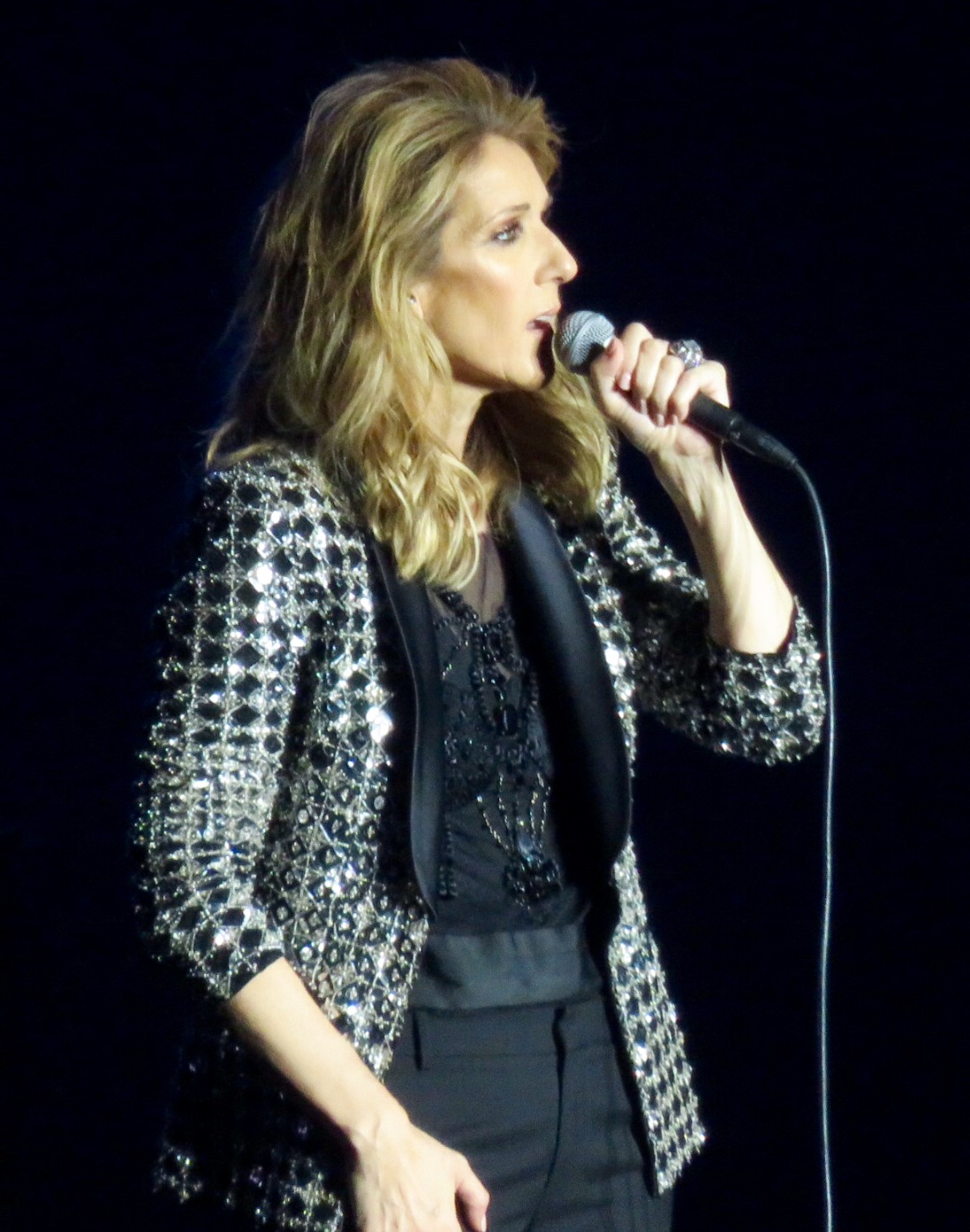
Dion w Birmingham (2017)

15 marca 2011 zagrała pierwszy koncert w ramach rezydentury w Ceasars Palace w Las Vegas. W tym czasie wydała, pierwszy po czterech lat przerwy, premierowy singiel „Parler à mon père”, który zapowiedziała album pt. Sans attendre z listopada 2011. W listopadzie 2013 wydała album pt. Loved Me Back to Life, który promowała tytułowym singlem.
W lipcu 2014 ogłosiła zawieszenie kariery muzycznej i odwołanie zaplanowanych koncertów (tj. występów w Las Vegas oraz jesiennej trasy po Azji) z powodu nawrotu choroby nowotworowej u jej męża. Od czerwca 2015 do czerwca 2016 pracowała nad materiałem na album pt. Encore un soir, który wydała pod koniec sierpnia 2016 i promowała singlami: „Encore un soir”, „L’Étoile” i „Si c’était à refaire”. W styczniu 2017 zapowiedziała trasę koncertową po Europie pt. Céline Dion Live 2017, obejmującą występy głównie w krajach Europy Zachodniej. W niektórych miastach wystąpiła kilkukrotnie, jak np. w Paryżu czy Londynie, gdzie – występując na O2 Arena – niejednokrotnie składała muzyczny hołd ofiarom ataku terrorystycznego w Manchesterze. W 2018 ruszyła w azjatycką trasę Céline Dion Live 2018. W czerwcu 2019 zakończyła rezydencję w Las Vegas i wydała utwór „Flying on My Own”. We wrześniu wyruszyła w trasę koncertową Courage World Tour i wydała trzy premierowe piosenki: „Imperfections”, „Lying Down” i „Courage”. Piosenki umieściła na albumie pt. Courage, który wydała 15 listopada 2019.
8 grudnia 2022 poinformowała o przełożeniu zaplanowanych koncertów z wiosny 2023 na 2024 w związku ze zdiagnozowaniem u niej zespołu sztywności uogólnionej. W kwietniu 2023 wydała singiel „Love Again”, tytułową piosenkę ze ścieżki dźwiękowej do filmu Miłość na nowo (2023), w którym zagrała samą siebie. 5 maja tego samego roku wydała utwór „I'll Be”. 17 czerwca 2024 premierę miał film dokumentalny Irene Taylor Jestem: Celine Dion (I Am: Celine Dion), w którym artystka opowiedziała swoim życiu, karierze i zmaganiach z chorobą. 26 lipca powróciła do występów publicznych, wykonując utwór Édith Piaf „L’hymne à l’amour” w trakcie ceremonii otwarcia Letnich Igrzysk Olimpijskich w Paryżu.

## Charakterystyka muzyczna i inspiracje

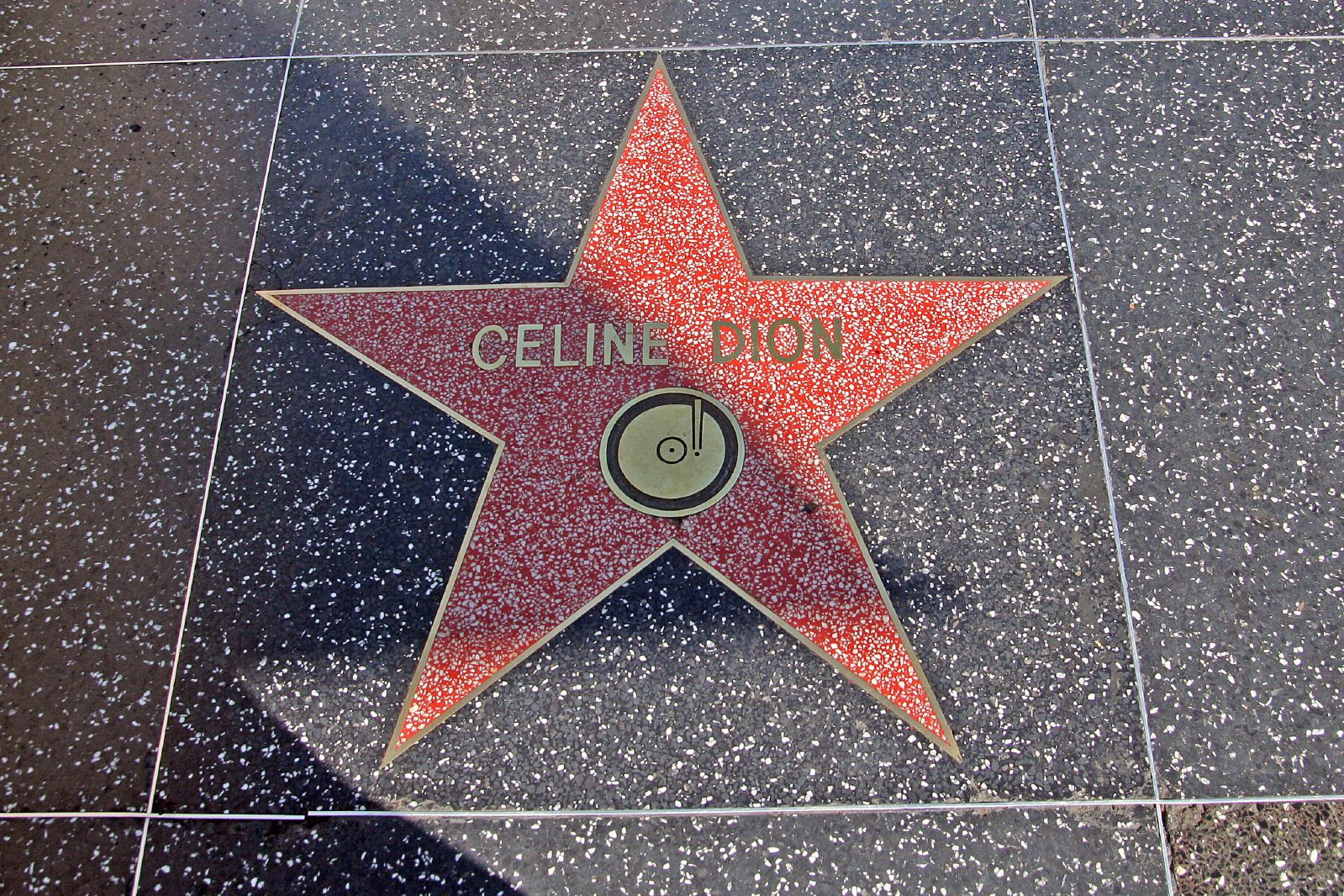
Gwiazda Céline Dion w Hollywood Walk of Fame w sekcji największych ikon w historii muzyki światowej

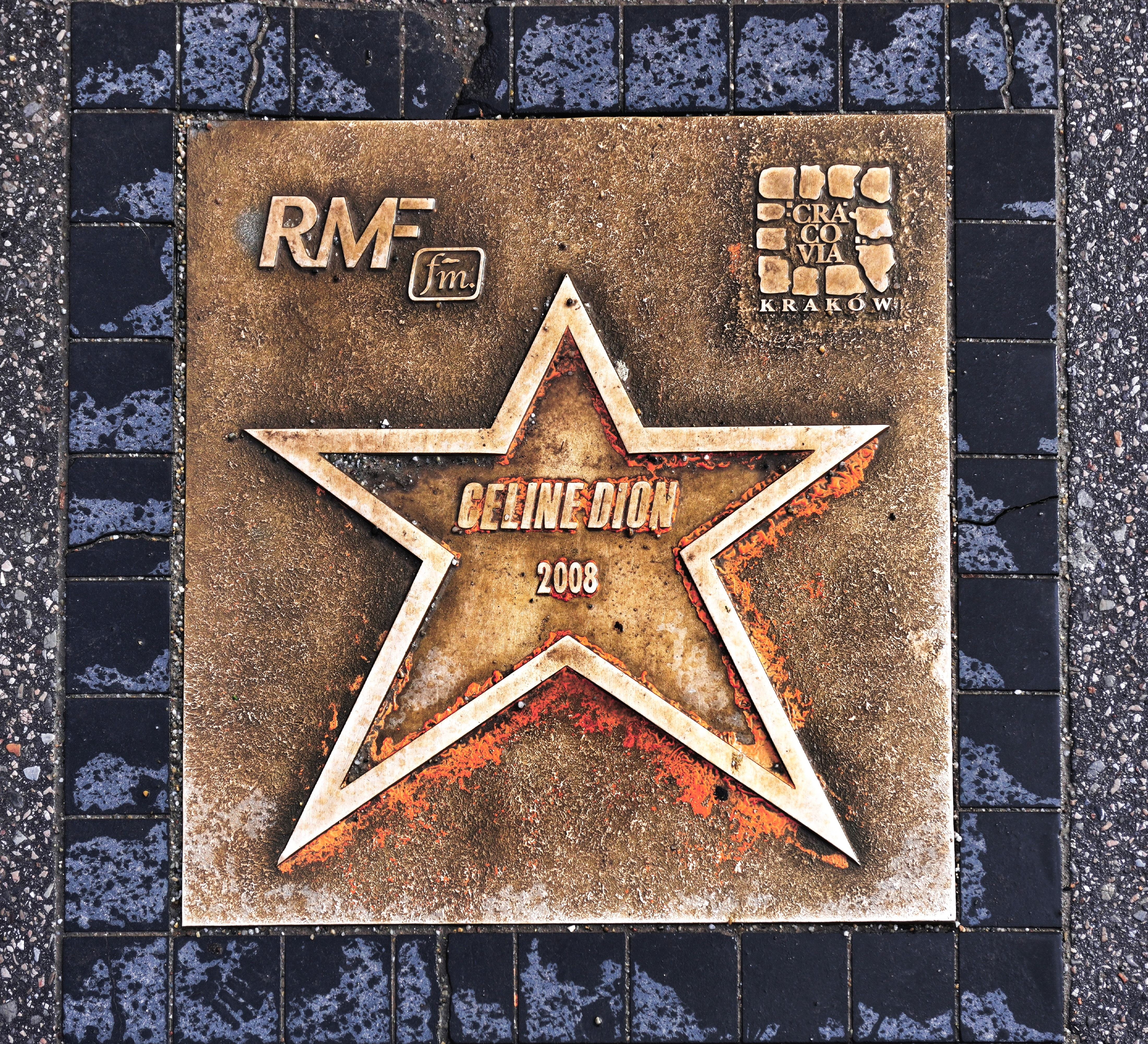
Gwiazda Céline Dion na Alei Gwiazd w Krakowie

Śpiewa mezzosopranem, skala jej głosu szacowana jest na cztery oktawy.
Początkowo śpiewała wyłącznie francuskojęzyczne piosenki. Po podpisaniu kontraktu z wytwórnią CBS Records pod koniec lat 80. włączyła do repertuaru utwory anglojęzyczne, co wywołało kontrowersje wśród części słuchaczy z Kanady, który przyzwyczaili się do tego, że Dion śpiewa po francusku.
W dorobku ma wiele ballad o miłości. Nagrywa piosenki w wielu gatunkach, takich jak m.in. pop, folk, jazz czy soul, jak też country czy blues.
W młodości inspirowała się twórczością Ginette Reno. W pierwszych latach kariery krytycy często porównywali sposób jej śpiewania i występowania do stylu Barbry Streisand, która także miała znaczny wpływ na twórczość Dion. Wzorowała się również na Anne Murray. Od lat 80. ze względu na swoje warunki wokalne oraz sposób występowania na scenie zestawiana jest z artystkami, takimi jak Mariah Carey, Whitney Houston czy Gloria Estefan. Nazywana jest „diwą muzyki pop”, w 1996 magazyn „Time” nadał jej tytuł „Global Diva”.

## Życie prywatne

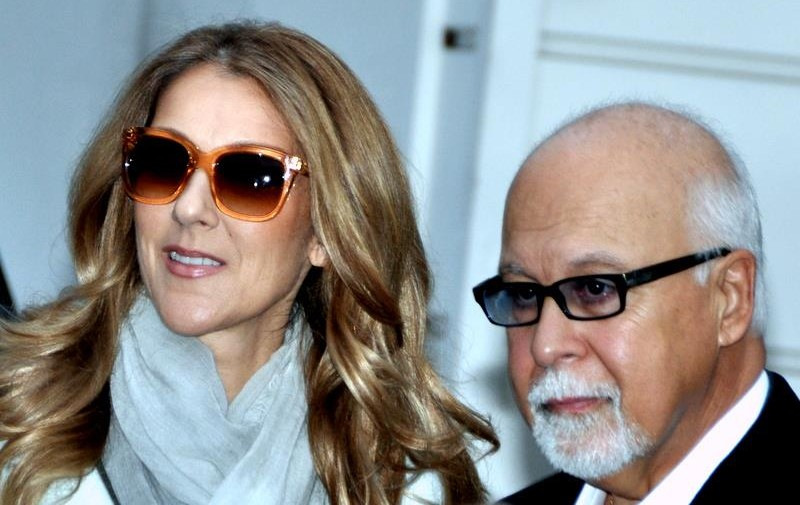
Dion i René Angelil (2012)

Kiedy była nastolatką, zauroczyła się w swoim menedżerze, starszym od niej o 26 lat René Angélilu. Po zwycięstwie Dion w finale Eurowizji 1988 po raz pierwszy się pocałowali, co artystka później opisywała jako „przełomowy moment w ich relacjach”. W książeczce zamieszczonej do albumu The Colour of My Love (1993) nazwała Angélila „kolorem [jej] miłości”, potwierdzając spekulacje medialne o ich miłosnych relacjach. 17 grudnia 1994 pobrali się w montrealskiej katedrze Notre-Dame, a uroczystość była transmitowana w telewizji. Doczekali się trzech synów poczętych metodą in vitro: René Charlesa (ur. 2001) oraz bliźniąt – Eddy’ego i Nelsona (na cześć Nelsona Mandeli), którzy urodzili się w 2010. W sierpniu 2009 para poinformowała, że spodziewają się kolejnego dziecka, również poczętego metodą in vitro, jednak dwa miesiące później Dion poroniła ciążę. Angelil zmarł 14 stycznia 2016 w Las Vegas.
8 grudnia 2022 poinformowała publicznie, że zdiagnozowano u niej zespół sztywności uogólnionej.

## Dyskografia

### Albumy studyjne
| Albumy francuskojęzyczne - La voix du bon Dieu (1981) - Céline Dion chante Noël (1981) - Tellement j’ai d’amour... (1982) - Les chemins de ma maison (1983) - Chants et contes de Noël (1983) - Mélanie (1984) - C'est pour toi (1985) - Incognito (1987) - Dion chante Plamondon (1991) - D’eux (1995) - S’il suffisait d’aimer (1998) - 1 fille & 4 types (2003) - D’elles (2007) - Sans attendre (2012) - Encore un soir (2016) | Albumy anglojęzyczne - Unison (1990) - Celine Dion (1992) - The Colour of My Love (1993) - Falling into You (1996) - Let’s Talk About Love (1997) - These Are Special Times (1998) - A New Day Has Come (2002) - One Heart (2003) - Miracle (2004) - Taking Chances (2007) - Loved Me Back to Life (2013) - Courage (2019) |

## Trasy koncertowe
| Rok       | Trasa                            |
| --------- | -------------------------------- |
| 1983–1984 | Les chemins de ma maison tournée |
| 1985      | C’est pour toi tournée           |
| 1988      | Incognito tournée                |
| 1990–1991 | Unison Tour                      |
| 1992–1993 | Céline Dion Tour                 |
| 1994–1995 | The Colour of My Love Tour       |
| 1995      | D’eux Tour                       |
| 1996–1997 | Falling into You Tour            |
| 1998–1999 | Let’s Talk About Love Tour       |
| 2003–2007 | A New Day...                     |
| 2008–2009 | Taking Chances Tour              |
| 2011–2014 | Celine                           |
| 2013      | Sans attendre Tour               |
| 2018      | Céline Dion Live 2018            |
| 2019–2020 | Courage World Tour               |

## Filmografia
- Dotyk anioła
- Pomoc domowa
- Wszystkie moje dzieci
- La fureur de Céline
- Des fleurs sur la neige
- Muppety: Poza prawem